# الکساندرا لارسن (نیروی هوایی سوئد)
الکساندرا لارسن (به انگلیسی: Alexandra Larsson) (زاده ۱۹۷۴) و سوئدی است. او افسر بازنشسته نیروی هوایی سوئد و متخصص فناوری اطلاعات است.
او یک زن ترنس است.